# Andrés Pato Bernal
Andrés Pato Bernal (Cádiz, 27 de mayo de 1980) exfutbolista español. Ocupaba la posición de lateral derecho. Aunque nacido en Cádiz, ha vivido y reside actualmente en Puerto Real (Cádiz). 

## Trayectoria
Su trayectoria futbolística comenzó en la Club Deportivo La Salle de Puerto Real en la categoría Infantil. Posteriormente jugó en las categorías Cadete y Juvenil donde alternaba en esta última con el Puerto Real Club de Fútbol que militaba en Tercera División. Durante esta etapa fue convocado en varias ocasiones durante 1997 por la selección de fútbol de Andalucía y más tarde durante los años 1997 y 1998 por la selección de fútbol de España en la categoría de Sub-17 
En la temporada de 1998-99, es contratado por el filial Atlético de Madrid, aunque lo cede y debuta con el Real Ávila Club de Fútbol que militaba en Tercera División de la Liga Española, consiguiendo ese mismo año su ascenso a Segunda División B. 
En la temporada 1999-2000, es fichado por el Levante Unión Deportiva, participando en pocos encuentros, lo cual provoca su cesión en enero al Xerez Club Deportivo de Segunda División B y compra ulterior a fin de temporada por este club. Con el Xerez, C.D. juega todos los encuentros meritosamente y asciende el equipo a Segunda División. 
En la temporada 2000-01, es contratado por el Málaga Club de Fútbol de Primera División, debutando en la jornada 37.ª. Durante su participación es expulsado en los minutos de descuento por una confusión del árbitro en los minutos de descuento al ser sancionado por una falta realizada por su compañero de equipo Agostinho.
En la temporada 2002-03 es cedido al Córdoba Club de Fútbol donde realiza gran año. Debido a su exitoso juego en el Córdoba C.F., para la temporada 2003-04, el Málaga C. F. lo reclama, alineándolo por sorpresa en el Málaga "B". Tras lo anterior, decide pasar dos temporadas de descanso para marcharse a jugar al Puerto Real Club de Fútbol, equipo donde comenzó su trayectoria deportiva. En la temporada 2008-09 decide su retirada futbolística.

## Equipos
| Club                            | País              | Año        |
| ------------------------------- | ----------------- | ---------- |
| Real Ávila Club de Fútbol       | Bandera de España | 1998-1999  |
| Levante Unión Deportiva         | Bandera de España | 1999-2000  |
| Xerez Club Deportivo (cedido)   | Bandera de España | 1999-2000  |
| Málaga Club de Fútbol           | Bandera de España | 2000-2002  |
| Córdoba Club de Fútbol (cedido) | Bandera de España | 2002-2003  |
| Málaga "B"                      | Bandera de España | 2003-2004  |
| Puerto Real Club de Fútbol      | Bandera de España | 2006- 2009 |